# Bozkurt (Denizli)
Bozkurt ist eine Stadt im gleichnamigen Landkreis der türkischen Provinz Denizli und gleichzeitig ein Stadtbezirk der 2012 geschaffenen Büyükşehir belediyesi Denizli (Großstadtgemeinde/Metropolprovinz). Bozkurt liegt etwa 52 km östlich des Zentrums von Denizli und belegte Ende 2020 Platz 13 der bevölkerungsreichsten Ilçe der Provinz.
Die Bevölkerungsdichte liegt mit 26 Einwohnern je Quadratkilometer unter dem Provinzdurchschnitt (86 Einwohner je km²).

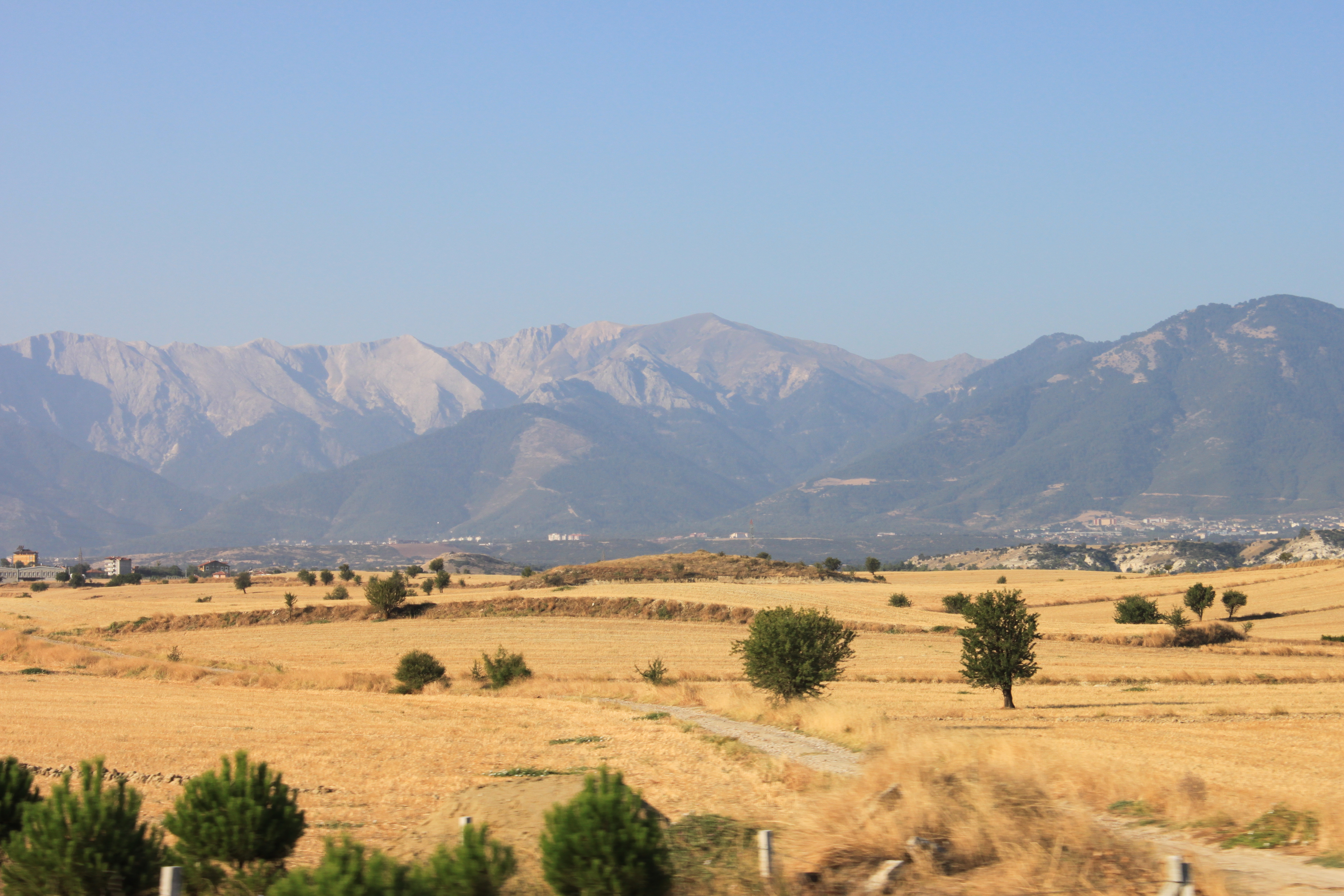
Die Stadt Bozkurt und im Hintergrund der Eṣler Dağı

Die Stadt Bozkurt wurde von türkischen Flüchtlingen aus Bulgarien, die während des Russisch-Türkischen Krieges 1878 von dort vertrieben wurden, gegründet.
Laut Logo erhielt Bozkurt 1956 den Status einer Belediye (Gemeinde). 1990 wurde der damalige Landkreis Bozkurt vom Kreis Çardak als selbständige Verwaltungseinheit abgetrennt. Heute bilden die Nachfahren der türkischen Flüchtlinge die Mehrheit der Bevölkerung des Landkreises.
Bozkurt ist ein landwirtschaftlicher Landkreis mit vielen Bewässerungssystemen. Eine bemerkenswerte Sehenswürdigkeit ist der See Karagöl. Er liegt auf einer Höhe von 1250 Metern auf dem Berg, an dessen Hang die Stadt Bozkurt liegt. Das Gebiet ist von dichten Wäldern umgeben mit mehreren kleinen Seen, die  durch Bäche gespeist werden.